# Kelly Marie Trần
Kelly Marie Trần (sinh ngày 17 tháng 01 năm 1989), tên khai sinh là Trần Loan  là một diễn viên người Mỹ gốc Việt. Gia nhập nghiệp diễn xuất từ năm 2011, cô đã hoá thân thành nhiều vai diễn khác nhau trong các phim ngắn và phim truyền hình, rồi sau đó tầm ảnh hưởng của cô đã vươn đến toàn cầu nhờ vai Rose Tico trong hai phần phim Star Wars:The Last Jedi (2017) và Star Wars: Skywalker trỗi dậy (2019). Ngoài ra, nữ diễn viên cũng lồng tiếng cho nhân vật Raya trong bộ phim Disney Raya và rồng thần cuối cùng (2021).
Một số bộ phim Kelly tham gia đáng chú ý là CollegeHumor Originals (2006), About a Boy (2014) và Gortimer Gibbon's Life on Normal Street (2014).

## Tiểu sử
Tên thật là Trần Loan, Kelly Marie Trần sinh ra ở San Diego thuộc California, Hoa Kỳ vào ngày 17 tháng 01 năm 1989 với cha mẹ là người tị nạn đến từ Việt Nam. Lúc còn nhỏ, cha cô là người vô gia cư và lớn lên trên các con đường ngõ hẻm ở Việt Nam. Sau khi tị nạn đến Hoa Kỳ thì ông làm việc tại chuỗi nhà hàng thức ăn nhanh Burger King nhằm kiếm tiền trang trải cuộc sống gia đình, trong khi mẹ cô thì lại phụ việc ở một nhà tang lễ.
Kelly theo học tại Trường trung học Westview ở San Diego và làm việc tại một cửa hàng sữa chua hòng kiếm tiền chụp ảnh head shot. Sau đó, cô tốt nghiệp Đại học California tại Los Angeles với tấm bằng Cử nhân Nghệ thuật truyền thông.

## Sự nghiệp

### 2011–2014: Khởi đầu sự nghiệp
Sự nghiệp nghệ thuật của Kelly khởi đầu bằng những vai diễn nhỏ trong các video của CollegeHumor, cùng một số phim truyền hình. Vào năm 2011, Kelly gặp một đại lý quảng cáo và họ đã giới thiệu cô vào những lớp học kịch ứng tác của nhóm Upright Citizens Brigade. Ngoài ra, Kelly còn là thành viên của nhóm kịch nữ gốc Á Number One Son thuộc The Second City.

### 2015–2019:Chiến tranh giữa các vì saovà thành công
Năm 2015, Kelly được chọn vào vai Rose Tico trong Star Wars: Jedi cuối cùng. Rose Tico là một thợ cơ khí nổi loạn, người đã phối hợp với nhân vật chính Finn sau sự hy sinh của người chị cả của cô, Paige Tico (Ngô Thanh Vân), một xạ thủ được huấn luyện bởi chỉ huy Kháng Chiến Poe Dameron. Khi đi quay các cảnh ở Anh vào đầu năm 2016, cô được yêu cầu giữ bí mật về vai diễn nên đã nói với gia đình rằng mình đang thực hiện một bộ phim độc lập ở Canada. Bộ phim Jedi cuối cùng khiến Kelly trở thành người phụ nữ Mỹ gốc Á đầu tiên đóng vai chính trong phim Chiến tranh giữa các vì sao. Năm 2017, cô cũng trở thành người phụ nữ gốc Á đầu tiên xuất hiện trên trang bìa của Vanity Fair khi cô xuất hiện trên trang bìa số hè 2017 cùng nam diễn viên John Boyega (đóng vai Finn) và Oscar Isaac (đóng vai Poe Dameron).
Tran vào vai chính Kaitlin Le trong bộ podcast kinh dị Passenger List của Radiotopia. Cô cũng là nhân vật thường xuyên xuất hiện trên Facebook Watch sê-ri Sorry For Your Loss.

### 2020–nay
Kelly lồng tiếng cho Raya trong phim hoạt hình Raya và rồng thần cuối cùng của Walt Disney Animation Studios, thay thế Cassie Steele. Kelly được chọn lồng tiếng cho Val Little trong loạt phim Disney+ Monsters at Work, nhưng sau đó được thay thế bởi Mindy Kaling. Cô cũng đã được chọn vào vai Dawn trong phim The Croods: A New Age, thay thế Kat Dennings.
Kelly là nhà sản xuất điều hành cho bộ phim tài liệu Lily Topples the World năm 2021 của Jeremy Workman. Bộ phim tài liệu được công chiếu lần đầu tại Liên hoan phim South by Southwest năm 2021. Tại đó, bộ phim đã nhận được sự hoan nghênh của giới phê bình và giành giải Phim tài liệu hay nhất.
Kelly cũng là nhà sản xuất điều hành của bộ phim thơ nói Summertime, đánh dấu lần hợp tác thứ hai của cô với đạo diễn phim Raya và rồng thần cuối cùng, Carlos López Estrada. Kelly và Carlos Lope Estrada thông báo rằng họ sẽ thành lập một công ty sản xuất mới mang tên Antigravity Academy vào tháng 11 năm 2022, với mục đích giúp sản xuất nội dung giải trí bởi và về những người thuộc các cộng đồng thiểu số.

### Dự án sắp tới
Kelly sẽ đóng vai chính trong bộ phim điện ảnh thứ hai của Tayarisha Poe, The Young Wife, cùng với Kiersey Clemons. Cô cũng chuẩn bị xuất hiện trong phim Me, Myself & The Void. Hiện cô cũng đang phát triển một bộ phim tiểu sử về nhà hoạt động dân quyền và người bạn thân Amanda Nguyễn.

## Các bộ phim tham gia

### Điện ảnh
| Năm     | Tiêu đề                                        | Vai diễn                                                   | Ghi chú |
| ------- | ---------------------------------------------- | ---------------------------------------------------------- | --- |
| 2011    | Untouchable                                    | Jamie                                                      | Phim ngắn |
| 2011    | The Rising Cost of Cosmetics                   | Chun Hei Park                                              | Phim ngắn |
| 2011    | Impressions                                    | Alice                                                      | Phim ngắn |
| 2011    | Hot Girls in the Beach                         | Boba Chick/Student                                         | Phần: "Great White Shark Movie"                                                                                                  |
| 2012    | The Cohasset Snuff Film                        | Christine Chan                                             | Chưa xuất bản |
| 2012    | Fabulous High                                  | Sierra Mar Student #4                                      | Phim truyền hình |
| 2013–15 | Ladies Like Us                                 | Kelly/Larry                                                | Loạt phim truyền hình |
| 2013    | Andy's CDs                                     | Kelly                                                      | Phim ngắn |
| 2014–16 | CollegeHumor Originals                         | Full Asian/Kate/Kelly/Startup "Foodler" Girl/Melissa/Amber | Loạt phim truyền hình |
| 2014–16 | Life on Normal Street                          | Sara                                                       | 3 tập: "Gortimer vs. the Mobile of Misfortune", the "Mystery of the Blood Moon Eclipse", and the "Mystery of the Marlow Mansion" |
| 2014    | To the Bridge                                  | Lydia                                                      | Tập thử nghiệm |
| 2014    | About a Boy                                    | Marguerite                                                 | 2 tập: "About a Plumber" & "About a Rib Chute"                                                                                   |
| 2014    | Hope & Randy                                   | Tina                                                       | Television mini-series |
| 2014    | Currently Cool                                 | Jenny                                                      | Tập: "Baby Daddy Daddy Daddy" |
| 2015    | Comedy Bang! Bang!                             | Teen Friend                                                | Tập: "Thomas Middleditch Wears an Enigmatic Sweatshirt and Sweatpants with Pockets"                                              |
| 2015    | Ladies Like Us: The Rise of Neighborhood Watch | Larry                                                      | 2 tập: The "Flasher" & "NWA" |
| 2015    | Adam Ruins Everything                          | Sharon/Phone Woman                                         | 2 tập: "Adam Ruins Giving" as Phone Woman & "Adam Ruins Sex" as Sharon                                                           |
| 2015    | Discount Fitness                               | Betsy                                                      | Tập: "Goal Met" |
| 2015    | Discount Fitness                               |                                                            | Phim truyền hình |
| 2016    | Pub Quiz                                       | Asia                                                       | Phim truyền hình |
| 2016    | History of the World...For Now                 | Con gái                                                    | Tập #1.4 |
| 2016    | Fall Into Me                                   | Eva                                                        | Tập: "British Billionaire" |
| 2016    | Sing It!                                       | Twinkle Twinkle Auditioner                                 | Tập: "THE SHOW BEGINS!" |
| 2016    | XOXO                                           | Butterfly Rave Girl                                        | |
| 2017    | Chiến tranh giữa các vì sao: Jedi cuối cùng    | Rose Tico                                                  | Hoàn thành |
| 2021    | Raya và rồng thần cuối cùng                    | Raya                                                       | Lần đầu tiên, công chúa Disney là người Đông Nam Á                                                                               |

| Năm  | Phim                   | Vai diễn              | Ghi chú                     |
| ---- | ---------------------- | --------------------- | --------------------------- |
| 2011 | This Indie Girl        | Hero Girl             | Tập Just the Way it is      |
| 2011 | Hot Girls in the Beach | Boba Chick / Học sinh | Tập Great White Shark Movie |
| 2012 | Fabulous High          | Sierra Mar Student #4 |                             |